# Alma mater

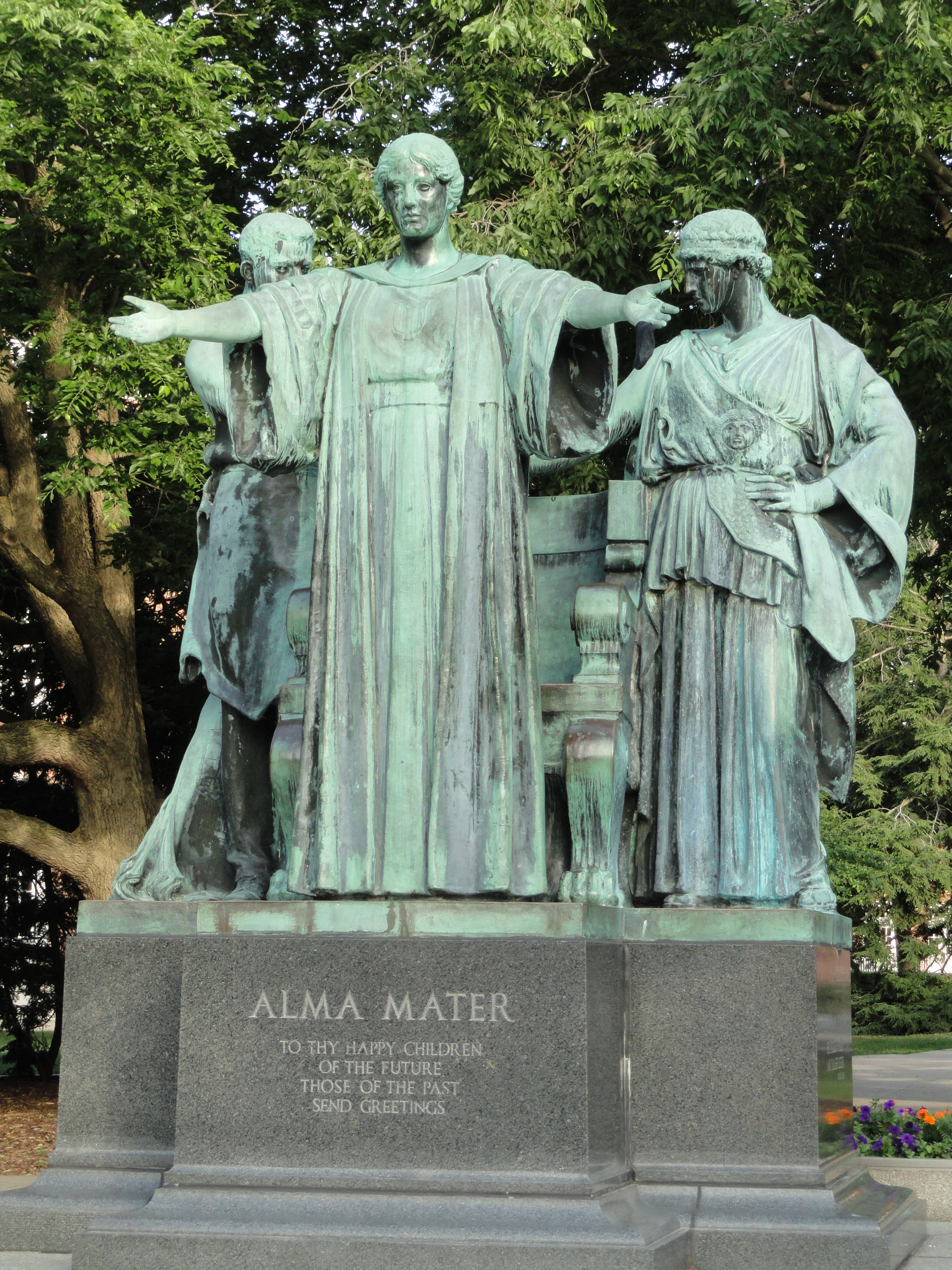
Alma mater, opera di Lorado Taft, nel campus dell'Università dell'Illinois (Urbana-Champaign)

La locuzione latina Alma mater (in italiano: "madre nutrice") è un sintagma aulico che designa l'università nella quale ci si è formati.

## Origine

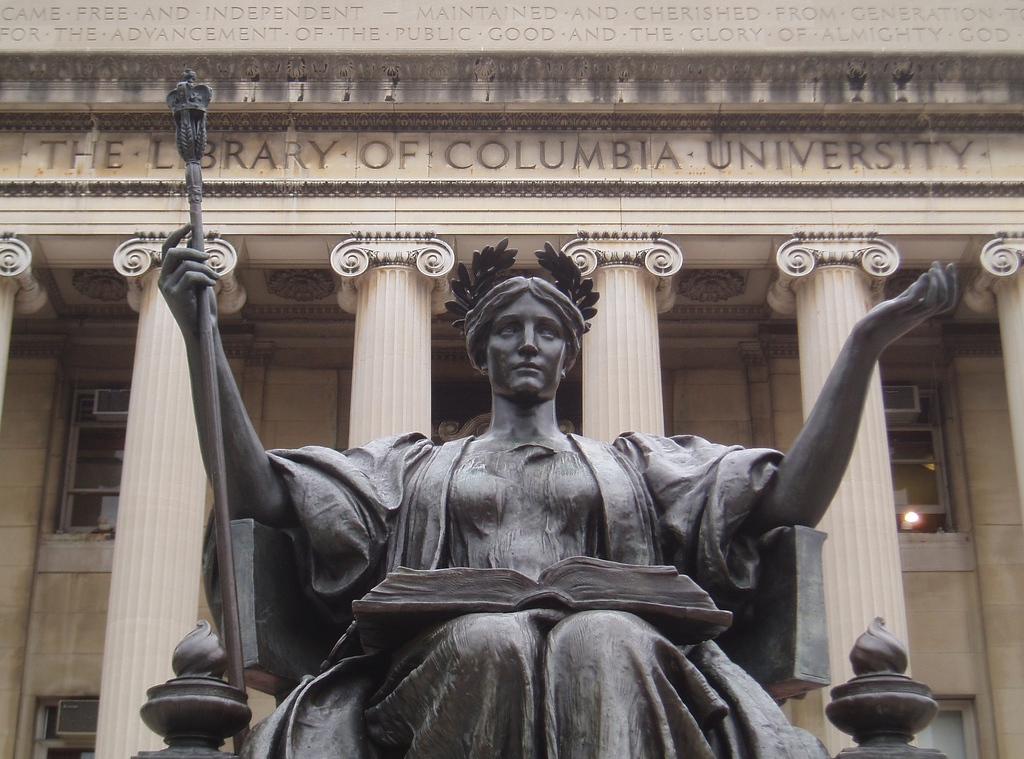
Foto dell'Alma mater posta di fronte alla biblioteca Low Memorial nel campus della Columbia University

La locuzione venne utilizzata nella Roma antica come titolo per la dea madre, come Cerere e Cibele, e nel cristianesimo medievale per indicare la Beata Vergine Maria, per esempio nell'inno Alma Redemptoris Mater.

## Storia
Nel Medioevo divenne soprannome per indicare l'università, insieme ad espressioni simili mater universitas, alma universitas, alma mater studiorum.
Quest'uso medievale sopravvive nei Paesi anglosassoni, dove l'espressione è usata per riferirsi all'università o al college che una persona ha frequentato e presso la quale si è laureata, o anche all'inno di un'università (dal frequente uso della frase come incipit degli inni universitari).

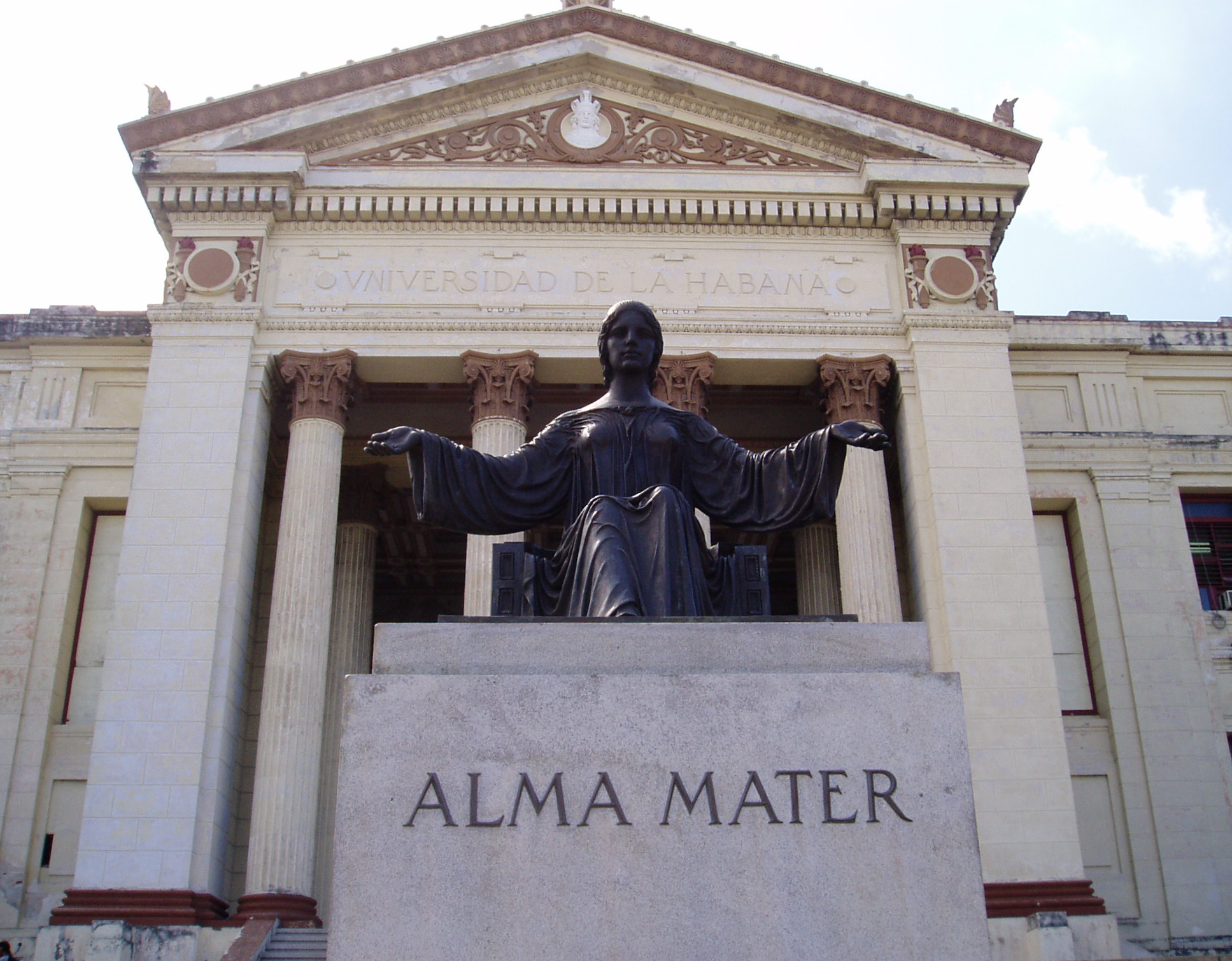
L'Alma mater sui gradini dell'Università de l'Avana a Cuba.

## Usi in accademia

### Come riferimento a un'istituzione accademica

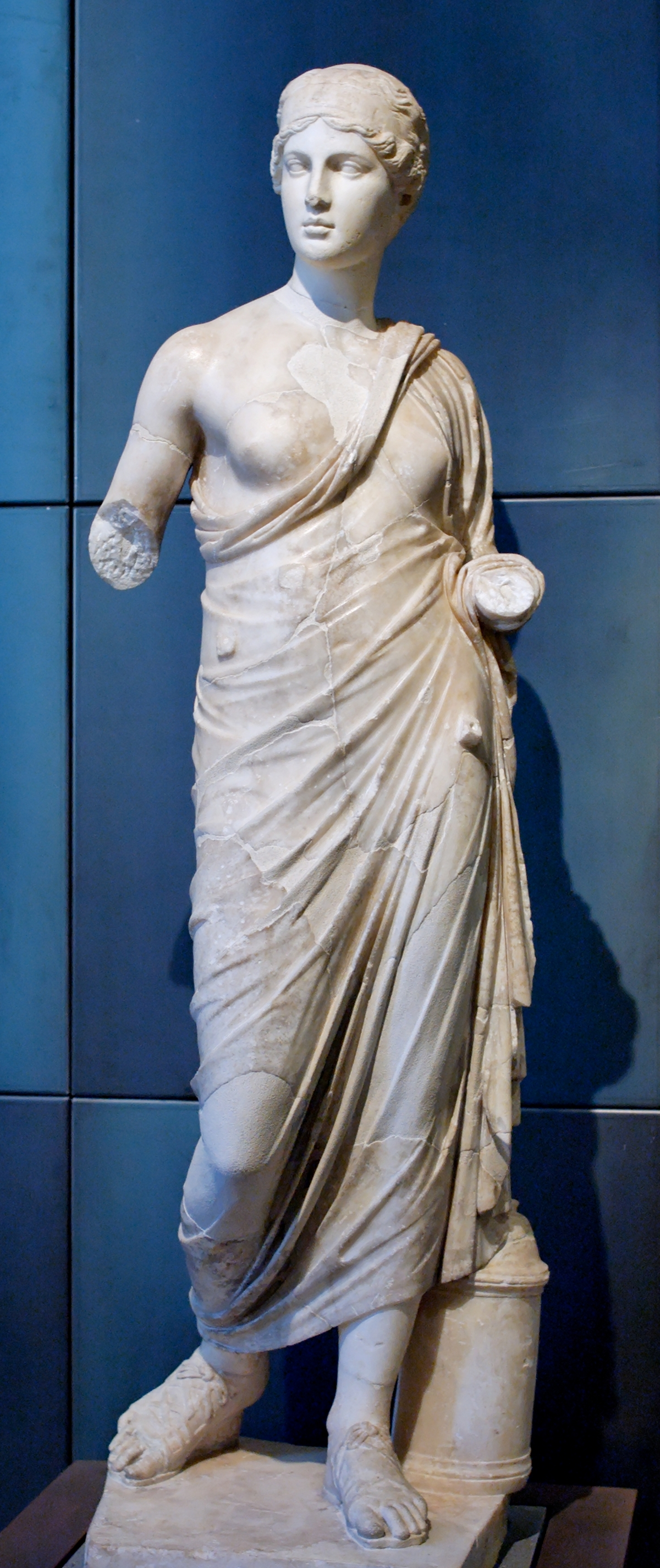
Igea, la dea della salute del 290 a.C. nella copia romana dei Musei Capitolini

Alma Mater Studiorum è il nome dell'Università di Bologna.
In molte lingue moderne è una locuzione utilizzata in riferimento a un'accademia; la statua bronzea, sui gradini della biblioteca Low Memorial della Columbia University, è una rappresentazione antropomorfa dell'Alma Mater ed è conosciuta anche con questo nome. Nella lingua inglese americana si riferisce all'università frequentata.
Altro bronzo di Alma Mater è sui gradini dell'ingresso monumentale della Universidad de La Habana, a L'Avana, Cuba. La statua bronzea è del 1919 su progetto di Mario Korbel, venne installata in posizione panoramica nel 1927 su direzione dell'architetto Raul Otero. Viene considerata una delle meraviglie dell'isola di Cuba.
Quello di Alma mater è pure il titolo con il quale viene chiamata la Pontificia Università Gregoriana. Un esempio in Mater et Magistra, è dell'enciclica del Santo Pontefice Giovanni XXIII sulla questione sociale alla luce della dottrina cristiana. La lettera enciclica ( Qui.) conferma che i primi giureconsulti sono i Pontefices (sommi pontefici o papi) depositari della religione e del diritto ed i soli abilitati ad emettere la «responsa» (giudizio). La formula di salus populi suprema lex è sia sacrale che giuridica, visto anche che la venerazione di dei a sfondo autoctono ritiene: «la medicina sia invenzione degli dei e degna di essere dedicata al cielo». La formula è giuridica poiché il Quirite reputa la Suprema Lex come retto e razionale comportamento di emanazione divina in armonia alla natura umana. La Dea salute è quindi una divinità solo italica, solo ad interesse medico che risiede nell'olimpo dei primi nella penisola italiana.

### Come inno
In aggiunta, Alma mater è l'inizio dell'inno di un istituto scolastico. Per esteso, indica quel particolare genere musicale. Utilizzato negli Stati Uniti e nel Regno Unito, spesso si riferisce all'intero inno universitario.

#### Gaudeamus igitur
Il Gaudeamus igitur è considerato l'inno universitario internazionale, adottato ufficialmente in Italia in occasione dei Saecularia octava di Bologna del 1888, risuona sui campus universitari mondiali. Le prime strofe dell'inno:
Iuvenes dum sumus;
Gaudeamus igitur,
Iuvenes dum sumus;
Post iucundam iuventutem,
Post molestam senectutem
Nos habebit humus.
Nos habebit humus.»
In mundo fuere?
Ubi sunt, qui ante nos
In mundo fuere?
Vadite ad superos,
Transite ad inferos,
Ubi iam fuere.
Ubi iam fuere....»